# Meurtres de Boyo en 2021
Entre le 6 et le 13 décembre 2021, au moins 20 civils musulmans ont été tués, au moins 12 ont été blessés et au moins 5 femmes (majeures et mineures) ont été violées par des combattants anti-balaka soutenus par les forces gouvernementales et des mercenaires russes dans la commune de Boyo, située dans la préfecture de Ouaka en République centrafricaine (RCA). Ces civils ont été attaqués en raison de leurs liens présumés avec les rebelles de l'Union pour la paix en République centrafricaine (UPC). Ces attaques font partie de la guerre civile centrafricaine qui dure depuis 2012.

## Prélude
En août 2021, les forces de sécurité ont approché l'ancien chef des Anti-balaka à Bambari et lui ont demandé de remobiliser ses combattants pour lutter contre les rebelles de l'UPC. Les opérations des FACA à Boyo contre les éléments de l'UPC ont repris le 24 novembre 2021, faisant de nombreux blessés et morts dans les deux camps. De nouveaux combats ont eu lieu à Boyo dans la nuit du 26 au 27 novembre. Les opérations se sont poursuivies sur les routes menant à Boyo, faisant plusieurs morts et blessés parmi les civils. En novembre 2021, environ 240 combattants anti-balaka à bord de six véhicules militaires russes ont quitté Bambari en direction de Tagbara. De là, ils ont continué à pied à travers le village de Zoumoko et, le 1er décembre 2021, Atongo-Bakari avant d'atteindre Boyo, avec l'objectif de neutraliser les rebelles de l'UPC et leurs complices.

## Événements

### Massacre
Le 6 décembre 2021, à l'aube, selon des sources concordantes, environ 240 assaillants, principalement des hommes mais parmi lesquels se trouvaient au moins huit femmes, sont entrés dans le village de Boyo, sous le commandement du général anti-balaka Edmond. Ils ont été décrits par les témoins comme étant vêtus pour la plupart de vêtements civils et armés de fusils de fabrication artisanale, de kalachnikovs et de grenades, mais surtout d'armes blanches telles que des machettes. Au même moment, les habitants ont entendu les premiers coups de feu, dont une balle perdue qui a touché mortellement une fillette de 12 ans. Entre 6h et 6h30, les assaillants ont forcé les hommes musulmans de Boyo à se rassembler sur la place du marché, épargnant les chrétiens, sous la menace de leurs armes. A cet endroit, ils ont exigé que chacun présente une pièce d'identité et verse une somme allant de 3 000 à 5 000 francs CFA pour être libéré. Les assaillants ont également saisi plusieurs motos et ont exigé des sommes variant entre 10 000 et 40 000 francs CFA pour chaque individu qui voulait récupérer sa moto. Le même jour, vers 18h30, trois leaders anti-balaka sous le commandement d'Edmond ont envoyé un de leurs combattants convoquer le maire intérimaire de Boyo et deux autres membres de la communauté musulmane. A l'arrivée de ces trois représentants, les chefs anti-balaka ont accusé les habitants musulmans de Boyo d'être des rebelles et ont menacé de les tuer tous au premier coup de feu des rebelles de l'UPC. Les trois chefs anti-balaka ont déclaré qu'ils avaient été envoyés par le gouvernement pour chasser les rebelles de l'UPC et qu'ils avaient l'intention de rester sur place pendant un mois.
Le 7 décembre 2021, vers 5 heures du matin, des éléments armés identifiés comme des combattants de l'UPC ont tenté de contre-attaquer avec des armes à feu mais ont été mis en déroute par les attaquants Anti-balaka, beaucoup plus nombreux. À la suite de cette tentative d'incursion, les assaillants ont mis le feu à des maisons, ciblant spécifiquement des habitations appartenant à des musulmans. Si, par erreur, des maisons d'habitants chrétiens étaient incendiées, ils éteignaient eux-mêmes le feu.
Vers 7 heures du matin, les assaillants ont ensuite rassemblé des hommes, des femmes et des enfants musulmans à l'intérieur et autour de la mosquée, soit entre 700 et 800 personnes selon des témoignages concordants. Edmond, l'un des chefs anti-balaka, a pris une grenade à la main, menaçant de tuer tous les villageois rassemblés dans la mosquée. Le maire intérimaire de Boyo s'est agenouillé devant lui, brandissant le drapeau national centrafricain, et l'a supplié pendant 30 minutes avant qu'il ne renonce à mettre sa menace à exécution. Les femmes et les filles musulmanes ont été libérées le matin même et se sont regroupées dans quelques maisons pour se mettre à l'abri.
Entre 7h30 et 16h00, les assaillants ont exécuté 17 membres de la communauté musulmane, tous des hommes, à différents endroits du village de Boyo. La majorité de ces 17 personnes ont été décapitées ou égorgées à la machette. La tête de l'une de ces 17 victimes a été exposée devant la mosquée tandis que ses parties génitales ont été exposées sur le marché du village. Les corps des victimes ont été ramassés et enterrés par des membres de la communauté chrétienne du village, souvent sous la supervision des agresseurs. C'est le cas de 14 d'entre elles, enterrées dans une fosse commune du cimetière musulman. Selon plusieurs témoins, certaines victimes ont été enterrées vivantes, après avoir été grièvement blessées à la machette. Les premières blessures à la machette ont également été enregistrées au cours de la même période, l'une des victimes, un homme, ayant été interrogé à 5 heures du matin le 7 décembre 2021 par les assaillants qui l'ont accusé d'être un général de la Seleka. Vers 16 heures, cette victime a été décapitée par une femme de 30 ans (originaire de Seko) désignée comme l'aide de camp du chef anti-balaka Edmond. Sa tête a été transportée à travers Boyo par les assaillants. Un autre homme a été égorgé dans la soirée entre 16 et 17 heures et enterré à moins de 5 mètres de son lieu d'exécution.
Le 8 décembre 2021, vers 13 heures, les assaillants ont quitté Boyo à la recherche de deux frères musulmans dans leur village de Komayé situé à 12 km de Boyo sur l'axe de Tagbara. Ils les ont trouvés, les ont blessés à la machette et ont exigé une rançon de 5 millions de francs CFA contre la libération de leur père qui était retenu en captivité à la mosquée de Boyo. Les assaillants ont exigé une forte rançon au motif que le père des deux frères possédait 20 têtes de bœufs. Dans la nuit du 8 au 9 décembre 2021, alors que les villageois étaient séquestrés dans la mosquée de Boyo, des groupes de deux à quatre assaillants sont entrés dans les maisons des musulmans, dont ils ont forcé les portes, pour piller les biens. Plusieurs civils ont été battus, blessés et menacés avec des armes. Des femmes et des filles musulmanes ont été violées chez elles ou emmenées ailleurs et violées sans la présence d'autres civils. Plusieurs cas de violences sexuelles ont été signalés, dont cinq ont été confirmés par l'enquête et sept autres n'ont pu être confirmés.

### Victimes
Les enquêtes de la MINUSCA ont confirmé que les assaillants ont intentionnellement visé et tué 19 civils, dont 16 adultes et trois mineurs, tous de sexe masculin et tous appartenant à la communauté musulmane. La majorité des victimes ont été tuées à l'aide de couteaux (machettes). Six des victimes (dont un mineur) ont été décapitées. Les assaillants ont exhibé la tête et les parties génitales de l'un des hommes décapités devant la foule des victimes rassemblées à la mosquée. Douze victimes (dont un garçon mineur) ont été égorgées. Trois hommes ont été égorgés devant leur maison, puis leurs corps ont été brûlés. Un autre a été enterré vivant après avoir été blessé à la machette. 
Une vingtième victime, une fillette de 12 ans, tuée par une balle perdue, a été enterrée par sa famille dans une tombe séparée du cimetière musulman. Les corps des autres victimes ont été enterrés dans trois fosses communes : deux corps dans la première fosse, 14 corps dans la deuxième fosse et trois corps dans la troisième. Les investigations menées ont permis d'identifier ces fosses communes. Selon les informations recueillies par la MINUSCA, d'autres civils ont été exécuté à l'extérieur de Boyo, sans plus de détails.
Au moins 12 personnes ont été blessées, la majorité d'entre elles à l'arme blanche. Parmi les victimes figurent une fillette de 4 ans blessée à la tête et un garçon de 10 ans blessé au dos, tous membres de la communauté musulmane. Une victime précise qu'elle a été blessée par trois assaillants avec des machettes portées à la tête et au bras, puis contrainte, sous la menace d'armes et de grenades brandies par les assaillants, de marcher jusqu'à la mosquée centrale. Perdant du sang, elle s'est évanouie en chemin. Deux victimes ont été amputées des membres supérieurs.

### Violences sexuelles
La MINUSCA a confirmé les viols de cinq femmes, toutes musulmanes, âgées de 25 à 37 ans, attribués aux assaillants Anti-balaka. Ces viols, commis entre le 7 et le 13 décembre, étaient tous des viols collectifs. Parmi elles, une victime a été violée avec une bouteille, deux agresseurs lui tenant les jambes écartées.
Selon des informations concordantes obtenues de diverses sources, les viols ont été commis à titre de punition collective des victimes par les assaillants qui accusaient les victimes d'être les épouses d'éléments de l'UPC. L'une des victimes avait un bébé de près de deux semaines.
Le centre de santé de Boyo ayant été pillé et n'étant pas opérationnel au moment des faits, les victimes n'ont pas pu bénéficier d'une assistance médicale et psychosociale. Cependant, quatre des victimes ont pu être consultées plus tard par des acteurs humanitaires qui se rendaient à Boyo après les événements. Par crainte d'être stigmatisées, certaines victimes n'ont informé ni leurs maris ni leurs proches. Le nombre de victimes de violences sexuelles pourrait être plus élevé que celui indiqué ci-dessus. Par ailleurs, compte tenu de l'absence de réseau téléphonique et de l'éloignement de Boyo, une victime a déclaré qu'elle n'avait pas pu se rendre à Bambari pour accéder aux soins, car ses documents d'identité, nécessaires pour effectuer le voyage, avaient été brûlés lors de l'incendie de sa maison. Les femmes et les jeunes filles qui ont fui Boyo pour se réfugier à Tagbara ou Bambari ont également été affectées par cet événement. Le bébé de deux semaines d'une des victimes est mort à cause des mauvaises conditions de voyage de sa mère à la suite du viol qu'elle a subi.

### Pillage et destruction de biens
Le rapport de l'ONU établi les cas suivants de destruction de biens : destruction par incendie de 547 maisons, expropriation et confiscation de plus de 103 motos appartenant à des membres de la communauté musulmane, extorsion de sommes d'argent non précisées, pillage de stocks alimentaires. 

### Déplacement forcé
Selon les acteurs humanitaires, près de 1 000 personnes ont quitté la ville lors des événements. Environ 72 ménages (265 personnes) de Boyo ont déménagé à Tagbara (à 75 km de Bambari) et vivent dans des familles d'accueil. 
Après le départ des assaillants, la plupart des personnes déplacées sont rapidement rentrées chez elles et ont commencé à reconstruire leurs maisons, après l'installation d'une base temporaire pour les casques bleus de la MINUSCA et le début de la distribution de vivres. 

### Événements ultérieurs

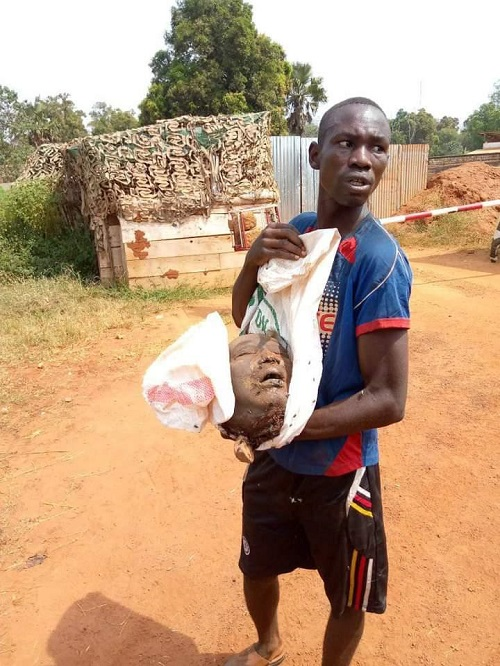
Un combattant anti-balaka avec la tête coupée de Didier Wangay, ancien maire de Bambari et général de l'UPC

Le 9 décembre 2021, un leader anti-balaka est venu de Bambari et a demandé aux victimes séquestrées à la mosquée un paiement de 5 millions de francs CFA pour la libération de tous ces musulmans. La somme de 2,8 millions de francs CFA a été collectée auprès des membres des familles des séquestrés et remise aux agresseurs. Ils ont ensuite été relâchés le même jour. 
Le 10 décembre 2021, vers 23 heures, à Tagbara, quatre assaillants armés circulant à grande vitesse sur quatre motos ont ouvert le feu sur une patrouille de la Force de la MINUSCA. La patrouille, ripostant, a mis en fuite les agresseurs, qui ont abandonné les quatre motos utilisées. Par mesure de sécurité, ces motos ont été gardées à la base opérationnelle temporaire (BOT) de la Force à Tagbara. Aucun mort ni blessé n'a été signalé, mais 160 civils se sont réfugiés dans une base de la MINUSCA à Tagbara.
Le lendemain, 11 décembre 2021, le commandant des FACA en poste à Maloum envoie une lettre manuscrite demandant la remise des motos aux transporteurs. Plusieurs témoignages de victimes et de témoins, dont celui d'un des chefs des miliciens armés qui ont attaqué Boyo, ont confirmé que certaines motos saisies par la MINUSCA avaient été pillées dans le village de Boyo. Le 13 décembre 2021, les assaillants ont fui le village, avant l'arrivée de la Force de la MINUSCA qui se dirigeait vers Boyo. Ils se sont déplacés vers plusieurs villages autour de Boyo, dont Atongo-Bakari, situé à 17 km de Boyo et difficile d'accès en raison d'un pont endommagé. 
Le 11 décembre, dans une autre partie de la préfecture de Ouaka, des combattants anti-balaka soutenus par les FACA et des mercenaires russes ont attaqué le village de Goya près de Kouango, tuant une dizaine de civils, essentiellement des musulmans qui sortaient de leur mosquée après la prière de 15h00.
Le 14 , ou le 15 décembre, des combattants anti-balaka — avec le soutien aérien du Groupe Wagner — ont lancé une attaque contre le village de Gallougou. Ils ont arrêté Didier Wangay avec sa famille (dont son fils, sa femme, sa nièce et son neveu). Il était l'ancien maire de Bambari et membre de l'UPC jusqu'en 2018 . Il a été sommairement exécuté avec sa famille et sa tête coupée a été présentée publiquement à Bambari.
Le média centrafricain Nouvelles Plus a rapporté que le 15 décembre, Boyo a été attaqué par des combattants anti-balaka dirigés par le général Sosengue. L'attaque aurait fait des morts et des blessés. Il n'est pas clair si cette nouvelle fait référence à des événements déjà mentionnés ou à un autre massacre. Le même jour, les forces de maintien de la paix de la MINUSCA ont été déployées à Boyo pour tenter de rétablir la paix. Ils ont rencontré les autorités locales et la population civile appelant les communautés à se réconcilier. Certains civils auraient été mécontents du déploiement des soldats de la paix, exigeant la présence de soldats des FACA à la place, .
Le 16 décembre, des combattants anti-balaka ont attaqué le village de Zimako, situé sur l'axe Ippy -Gallougou, tuant cinq personnes, dont deux musulmans et deux chrétiens, avant de se replier vers Boyo.

## Conséquences
Le 19 décembre, une centaine de rescapés du massacre seraient arrivés à Bambari à bord de trois véhicules.
Le 24 décembre, la Coalition des patriotes pour le changement, un partenariat des principaux groupes rebelles centrafricains, dont l'UPC, a officiellement condamné le massacre de Boyo et a nié toute implication, accusant des mercenaires employés par les forces gouvernementales.
Le 6 janvier 2022, la Représentante Spéciale Adjointe du Secrétaire Général des Nations unies et Coordonnatrice Humanitaire, Denise Brown accompagnée de la communauté humanitaire s'est rendue en mission à Boyo. Elle a rencontré des victimes de violence dans la communauté. Ils ont déclaré que des hommes armés avaient volé des semences et du matériel agricole, ce qui rendait plus difficile pour les civils de cultiver.